# Rhodésie aux Jeux paralympiques d'été de 1960
La Rhodésie participe aux Jeux paralympiques d'été de 1960 à Rome, en Italie du 18 au 25 septembre 1960. Il s'agit de sa 1re participation à des Jeux paralympiques d'été.
Ce pays a envoyé deux concurrents aux jeux, dont l'un était Margaret Harriman, qui a concouru au tir à l'arc et à la natation.
Harriman a remporté un total de cinq médailles, plaçant son pays à la 11e place sur 17 au tableau des médailles.

## Bilan général

### Bilan par sport[2]
| Sport       | Médaille d'or, Jeux paralympiques | Médaille d'argent, Jeux paralympiques | Médaille de bronze, Jeux paralympiques | Total | Rang pays |
| ----------- | --------------------------------- | ------------------------------------- | -------------------------------------- | ----- | --------- |
| Natation    | 0                                 | 1                                     | 2                                      | 3     | 13e       |
| Tir à l'arc | 2                                 | 0                                     | 0                                      | 2     | 2e        |
| Total       | 2                                 | 1                                     | 2                                      | 5     | 11e       |

### Bilan par sexe
| Sexe   | Médaille d'or, Jeux paralympiques | Médaille d'argent, Jeux paralympiques | Médaille de bronze, Jeux paralympiques | Total |
| ------ | --------------------------------- | ------------------------------------- | -------------------------------------- | ----- |
| Hommes | 0                                 | 0                                     | 0                                      | 0     |
| Femmes | 2                                 | 1                                     | 2                                      | 5     |
| Mixte  | 0                                 | 0                                     | 0                                      | 0     |
| Total  | 2                                 | 1                                     | 2                                      | 5     |

## Médaillés

### Médailles d’or
| Sport       | Discipline       | Athlète(s)        | Performance | Date |
| ----------- | ---------------- | ----------------- | ----------- | ---- |
| Tir à l'arc | FITA             | Margaret Harriman |             |      |
| Tir à l'arc | Ronde de Windsor | Margaret Harriman |             |      |

### Médailles d’argent
| Sport    | Discipline                         | Athlète(s)        | Performance   | Date |
| -------- | ---------------------------------- | ----------------- | ------------- | ---- |
| Natation | 50 mètres crawl incomplet classe 4 | Margaret Harriman | 1 min 10 s 08 |      |

### Médailles de bronze
| Sport    | Discipline                          | Athlète(s)        | Performance   | Date |
| -------- | ----------------------------------- | ----------------- | ------------- | ---- |
| Natation | 50 mètres dos incomplet classe 4    | Margaret Harriman | 1 min 46 s 02 |      |
| Natation | 50 mètres brasse incomplet classe 4 | Margaret Harriman | 1 min 58 s 09 |      |

## Résultats

### Natation
Comme toutes les autres épreuves des Jeux paralympiques de 1960, les courses de natation ont eu lieu avec un maximum de trois nageurs par épreuve, garantissant ainsi une médaille à chaque athlète terminant sa course. Margaret Harriman a participé à trois courses de 50 m dans la classe 4 incomplète.
Au dos, elle a nagé contre l'Allemande Zander et l'Argentine Djukich. Zander a gagné par une large marge, en 54,3 secondes, tandis que Djukich (1: 35,9) a devancé Harriman (1: 46,2) pour la deuxième place. Dans la brasse, Zander s'est également imposé confortablement (1:05.0), mais la course pour la deuxième place a été plus serrée. Edwards, de Grande-Bretagne, a remporté la médaille d'argent en 1:55,6, tandis qu'Harriman a terminé troisième et dernier en 1:58,9. Elle a mieux réussi au crawl. Bien qu'elle ait été plus de vingt secondes plus lente que Zander, qui a remporté l'or en 50,5 secondes, son temps de 1: 10,8 était bien supérieur à celui de la nageuse argentine Galan en 1: 38,6, ce qui lui a permis de remporter l'argent.

### Tir à l'arc
L'événement le plus fort de Harriman était le tir à l'arc. Elle a remporté l'or dans les deux épreuves auxquelles elle a participé.
Dans l'épreuve ouverte féminine FITA, elle a affronté deux archères britanniques : Comley (prénom non enregistré) et R. Irvine. Avec 962 points, devant les 534 de Comley et les 494 d'Irvine, elle termine à une très confortable première place, pour devenir la première championne paralympique de Rhodésie.
Dans la ronde féminine de Windsor, elle a affronté les deux mêmes concurrentes et est sortie victorieuse avec une confortable avance : 726 points, contre 533 pour Irvine et 468 pour Comley.